# Szászfenesi Leányvár

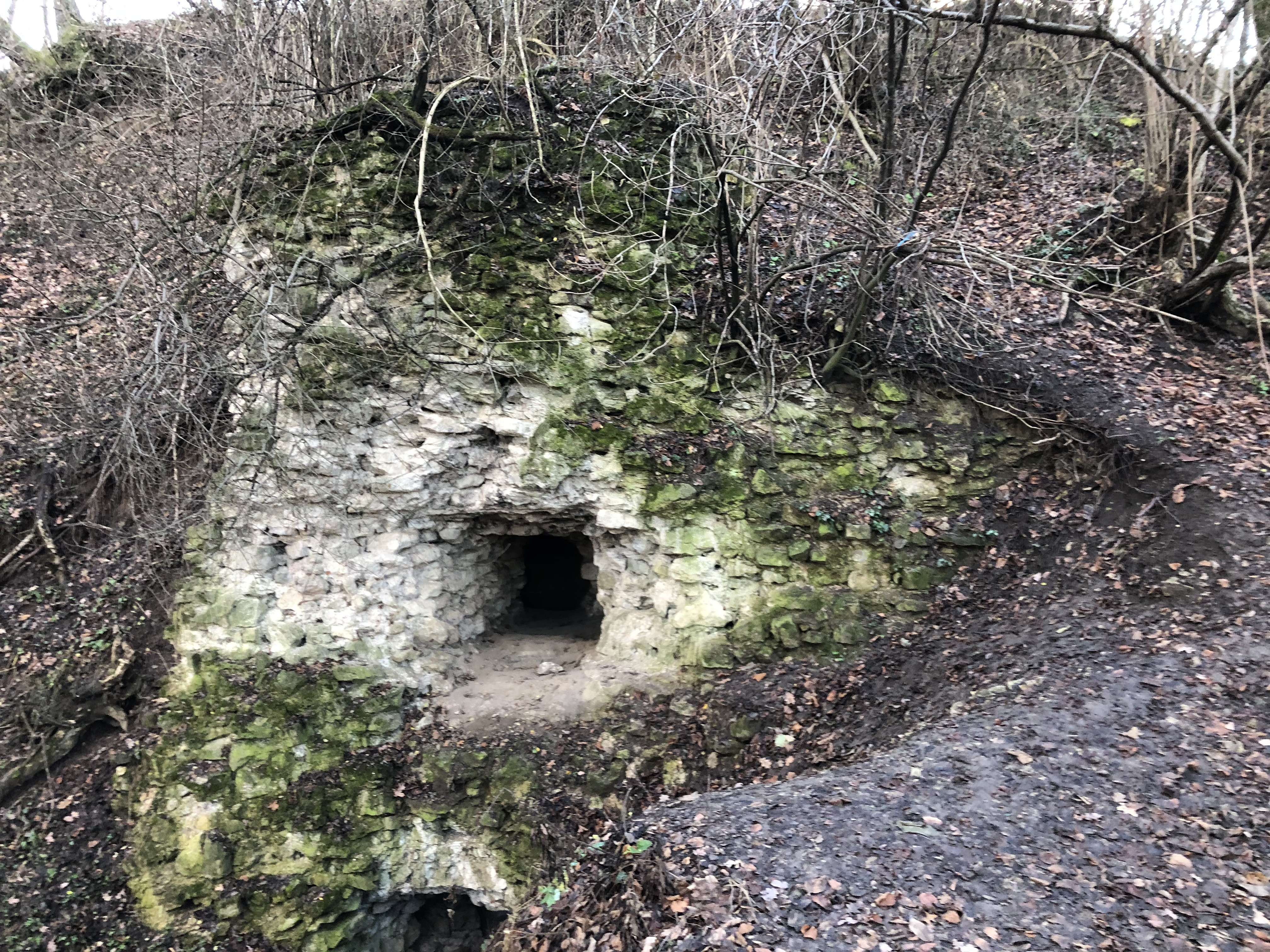
A várfal megmaradt részlete

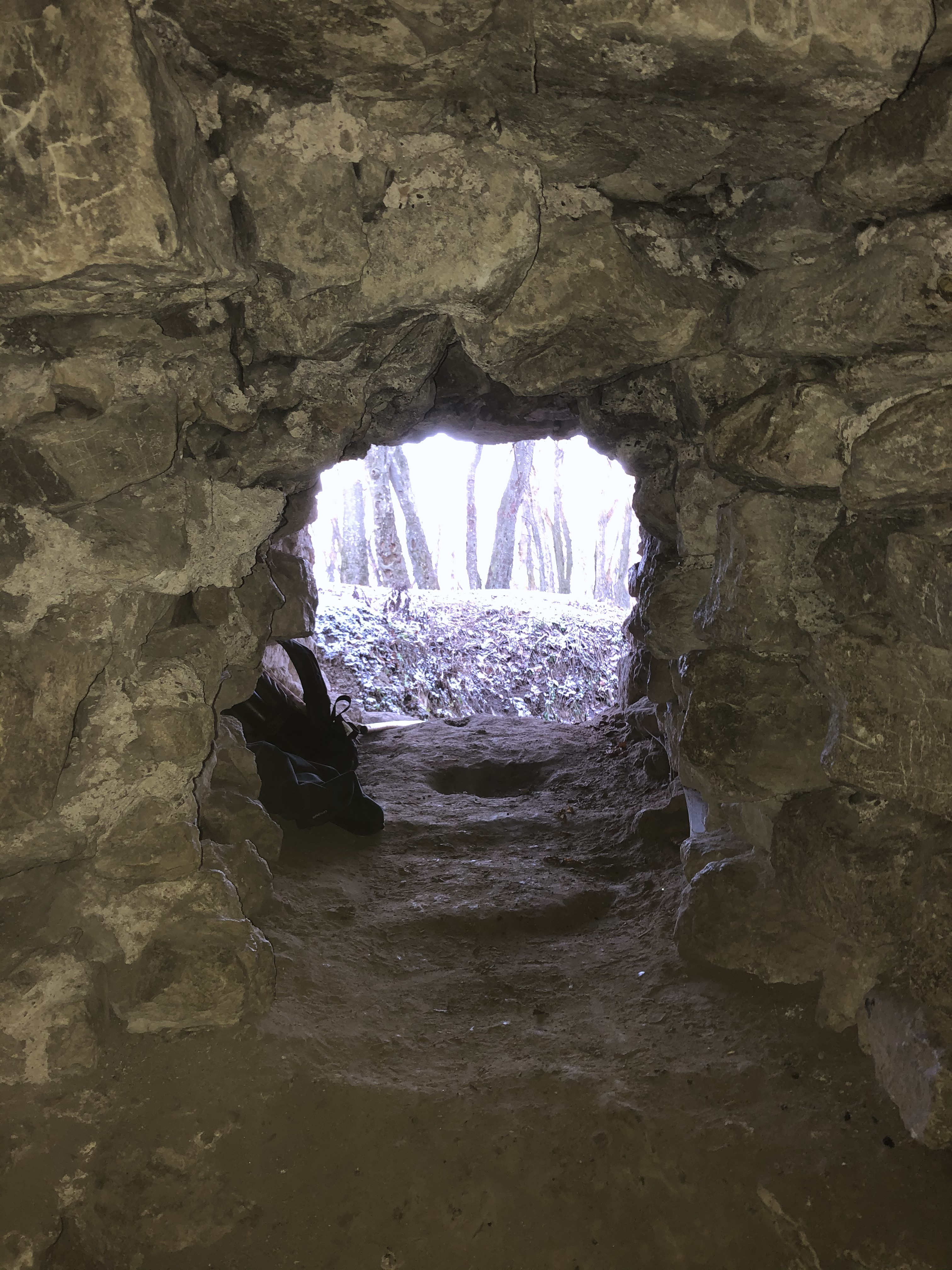
A falrész belülről

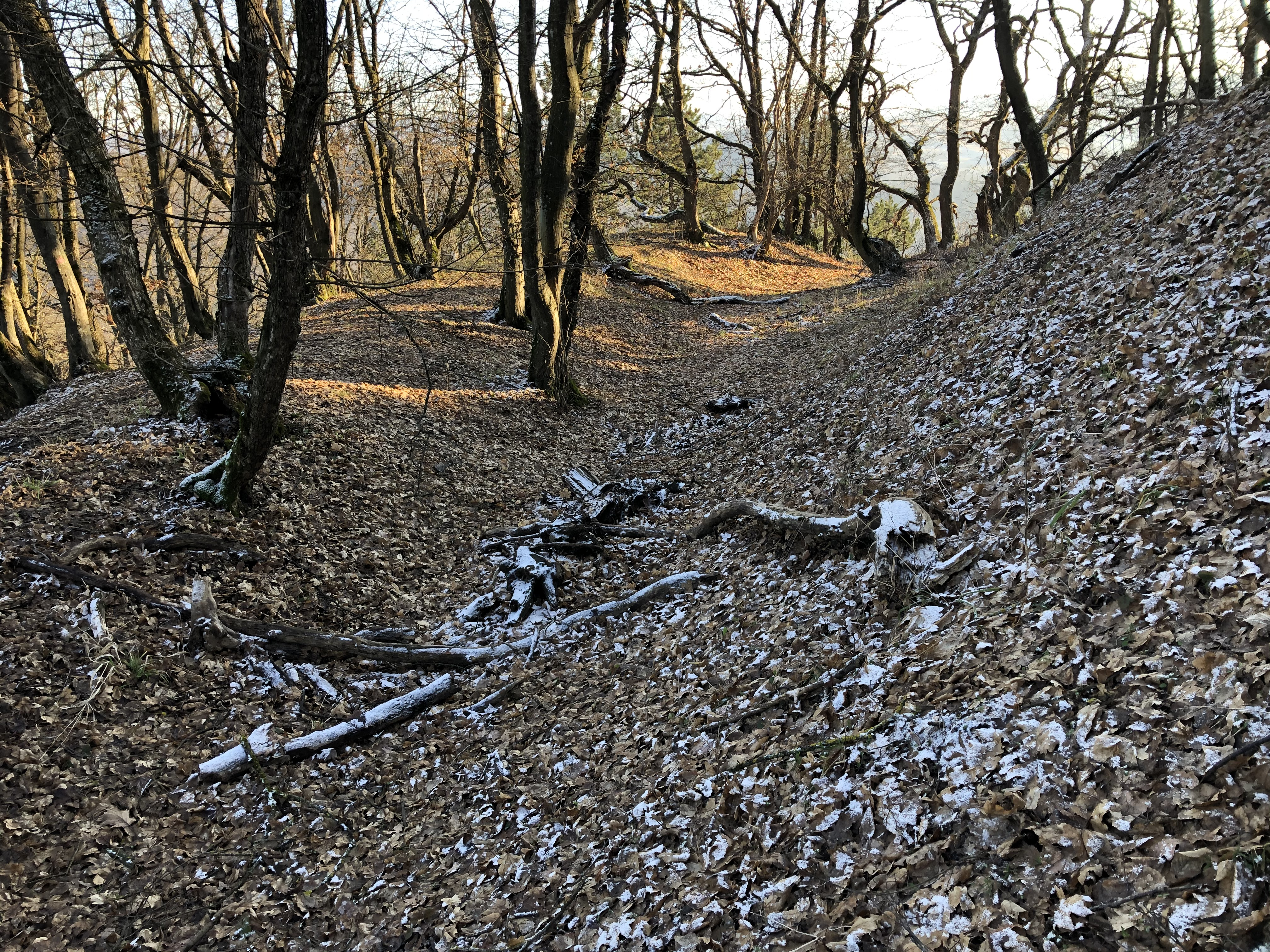
Külső védősánc - északi oldal

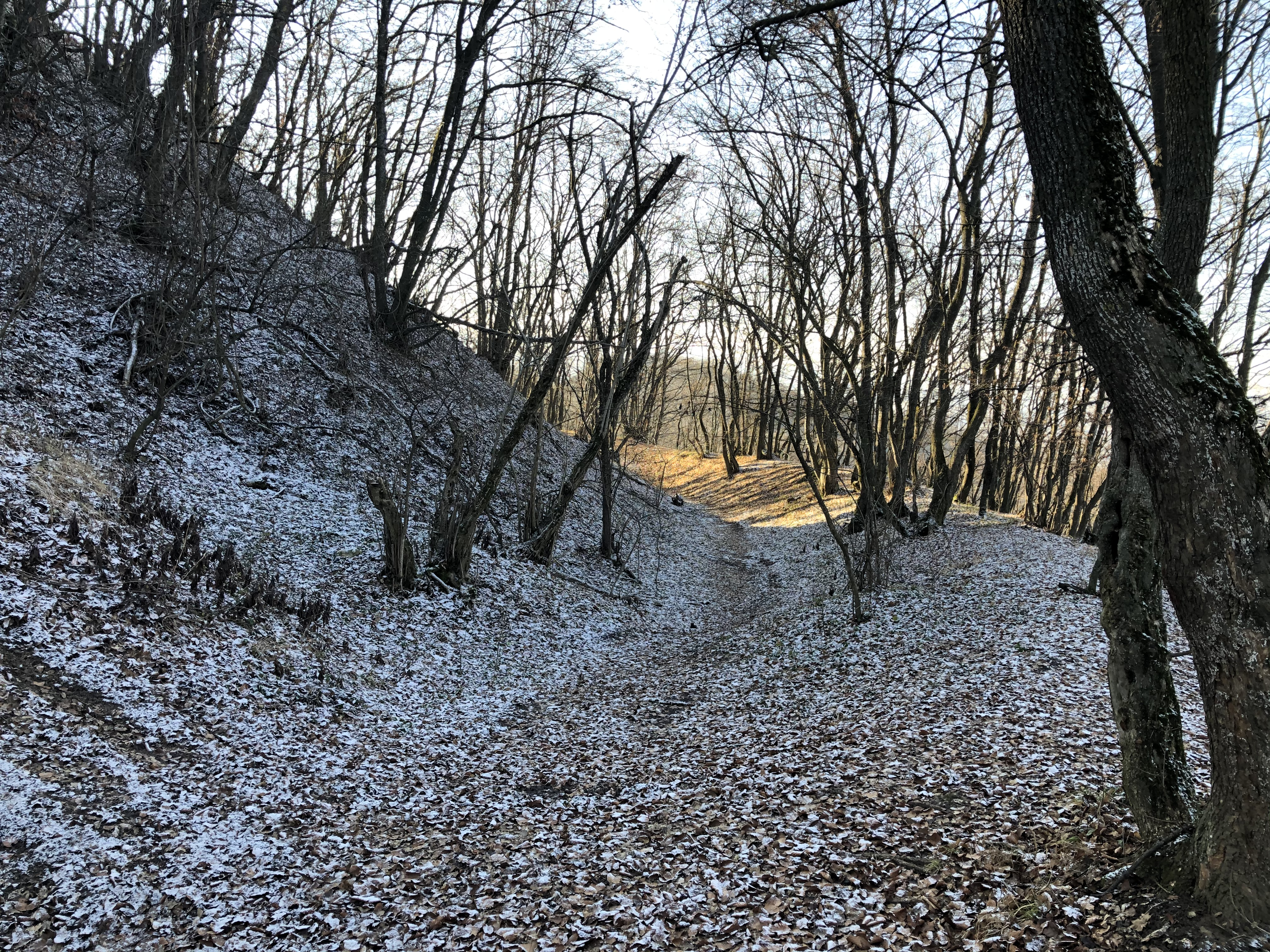
Belső védősánc

A Leányvár középkori vár illetve várrom Romániában, Kolozs megyében található, Szászfenes falutól pár száz méterre. A várrom a romániai műemlékek jegyzékében országos szinten védett helyszínként szerepel.

## Fekvése
Kolozsvártól 5 kilométerre, Szászfenesről délre, a Kolozstótfaluba vezető út mentén a Várdombon található, 547 méteres tengerszint feletti magasságon. Az útról a romok nem láthatóak a domboldalt takaró erdő miatt; az úttól a várromig mintegy negyed órányi gyalogutat kell megtenni egy fehér alapon piros sávval jelölt erdei ösvényen. Hadászati szempontból nagyon jó helyre építették, ugyanis a magaslatról be lehet látni a Kis-Szamos völgyének Kolozsvár és Gyalu közötti szakaszát, valamint a környező magaslatokat.

## Története
Feltételezések szerint királyi várnak épült, majd Kolozsvár és Gyalu környékének az erdélyi püspökség birtokába kerülése után püspöki vár lett. Fügedi Erik szerint Monoszló Péter erdélyi püspök építtette védelmi célból 1282 előtt.
A várnak a püspöki birtok védelme mellett szerepe lehetett abban, hogy a közelben lévő – I. Béla király által alapított - kolozsmonostori apátságot akadályozta kiváltságainak gyakorlásában. Ismeretes olyan eset az 1220-as évekből, mikor a püspök papjaival és vitézeivel intézett fegyveres támadás során feldúlta a kolozsmonostori apátságot.
Leányvár építményei a tatárjárás (1241–1242) előtt feltehetően fából épültek, és hasonlóan a többi ilyen építményhez, a vár nem élhette túl a tatárjárás pusztításait, hiszen az Erdélyre törő tatár hadak Leányvár közvetlen közelében nyomultak előre Nagyvárad felé. A tatárjárás után kőből újra felépített Leányvár, továbbra is az erdélyi püspök vára maradt. 1307-1311 Kán László erdélyi vajda tulajdonában volt az erősség.
A fenesi vár várnagyát (Thomas filius Ambrosii castellanus de Fenes) először 1312-ben említi oklevél, majd 1357-ben ismét előfordul az erdélyi püspök fenesi várnagyának említése (Castellanus episcopi de Fenes), végül pedig egy 1373-as iratban olvashatjuk Gerendi Miklós várnagy nevét (Nicolaus de Gerend castellanus Demetrii episcopi Transsilvani de Fenes).
A szászfenesi erősség pusztulása az 1437. évi, Budai Nagy Antal által vezetett erdélyi jobbágyfelkelés idejére tehető. A felkelést az akkori erdélyi püspök, Lépes György megnehezített egyházi adózási rendszere lobbantotta lángra, és a jobbágyfelkelés nem kegyelmezett a püspöki várnak sem. A felkelés leverése után az erdélyi római katolikus püspökség 1439-ben a szomszédos Gyaluban emeltetett új, erős várat, amely átvette Leányvár szerepét.
A 20. század elején egy kolozsvári szellemidéző társaság kincseket keresve egy 10 méter magas, 40 méter hosszú, 20 méter széles üregre bukkantak.

## Legendák
A várhoz kapcsolódó legenda szerint egy öreg várúr innen leste a fiatal lányokat, akiket aztán elrabolt és a várban tartott; az egyik foglyul ejtett lány énekét meghallotta szerelmese, aki aztán felgyújtotta a várat. Másik történet szerint tündérek építették és lakták, akiknek kincsei a mai napig a vár pincéjében vannak. Ismét másik monda szerint a várban papok laktak, akik ide zárták be a környék szegény népét, köztük fiatal lányokat is, innen kapta a vár a nevét.

## Leírása
Az erdős csúcsán álló ellipszis alakú várrom 60 méter x 35 méter méretű, a nagyobbik oldala északnyugati és délkeleti tengelyű. A nyugati oldalon feltöltéssel, a többi oldalon árokkal van körülvéve.
A 90-es évek elején végzett régészeti kutatások nyomán egyidőben létező 4,4 méter vastag kettős fapalánk és kőfal maradványait fedezték fel, ez a szokatlan társítás a középkori Erdély területén eddig ismeretlen volt.
A megmaradt kőfal romjai 6 méter szélesek, 6,75 méter magasak és 1,9 méter x 1,3 méter nagyságú nyílás van rajta, mely 1,5 méter mélységben szeli át a kőfalat.
Látható egy alagút bejárata is, amelyről nem lehet tudni, hogy hova vezetett.